# Gebroth
Gebroth település Németországban, Rajna-vidék-Pfalz tartományban. Lakosainak száma 146 fő (2023. december 31.).

## Népesség
A település népességének változása:
| Lakosok száma | 183  | 156  | 167  | 160  | 154  | 155  | 146  |
|               | 1975 | 2010 | 2017 | 2019 | 2021 | 2022 | 2023 |